# Paryphoconus paulistensis
Paryphoconus paulistensis är en tvåvingeart som beskrevs av Lane 1961. Paryphoconus paulistensis ingår i släktet Paryphoconus och familjen svidknott. Inga underarter finns listade i Catalogue of Life.